# Vấn đề Kinh châu thời Tam Quốc
Vấn đề Kinh châu thời Tam Quốc phản ánh những hoạt động quân sự, ngoại giao của những nước và thế lực quân phiệt liên quan tới địa bàn Kinh Châu thời Tam Quốc trong lịch sử Trung Quốc.

## Vị trí và vai trò Kinh châu

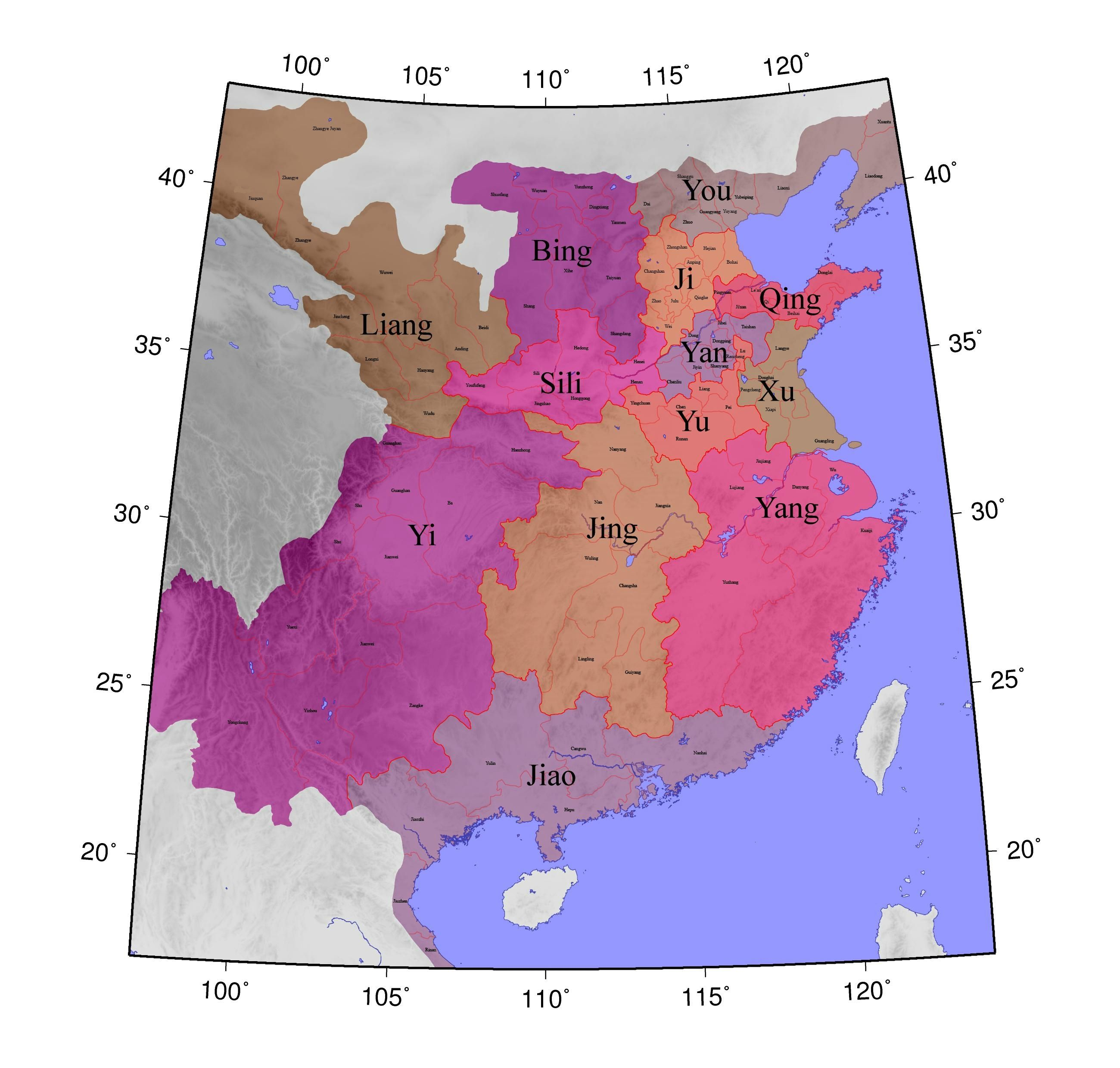
Vị trí của Kinh Châu (Jing) trong bản đồ nhà Đông Hán.

Thời Đông Hán, Trung Quốc được chia thành 13 châu lớn, trong đó Kinh châu ở phía nam, bao gồm địa bàn rộng lớn trải qua các tỉnh Hồ Bắc, Hồ Nam, Quý Châu, Giang Tây hiện nay.
Tại Kinh châu, nhà Đông Hán đặt 7 quận: Nam Dương, Nam Quận, Giang Hạ, Linh Lăng, Quế Dương, Trường Sa, Vũ Lăng. Quận trị Kinh châu đặt tại Nam Dương (Uyển Thành – nơi Hán Quang Vũ Đế khởi binh, tức là nơi phát quang của nhà Đông Hán).
Về vị trí, Kinh châu ở ngã ba sông Trường Giang, phía đông giáp Dương châu, phía tây giáp Ích châu, phía nam giáp Giao châu, phía bắc giáp Dự châu, tức là địa phận trung nguyên. Sông Trường Giang chảy từ tây sang đông, từ Ích châu có thể xuôi dòng đến Kinh châu, từ Kinh châu có thể xuôi dòng đến Dương châu (tức Giang Đông). Về diện tích, Kinh châu rộng thứ 2, chỉ sau Ích châu.
Kinh châu là ngã 3 thiên hạ, có vị trí chiến lược về mặt quân sự. Chính xác hơn, những vùng đóng vai trò quan trọng của Kinh châu là các quận phía bắc như Nam Dương, Nam Quận và Giang Hạ. Vì vậy trong thời Tam Quốc, chiến tranh giữa các quân phiệt thời kỳ đầu và các quốc gia thời kỳ sau đều có mục tiêu tranh giành địa bàn những quận này. Hình ảnh minh chứng rõ ràng nhất về vai trò của Kinh châu chính là việc cả ba nước thời Tam Quốc đều trước sau chiếm đóng một phần địa bàn này và nhiều trận chiến xảy ra quanh việc giành giật nơi đây.

## Chiến lược của Tào Tháo, Lưu Bị và Tôn Quyền

### Tào Tháo
Khi Tào Tháo đã chiếm thế thượng phong, nắm được vua nhà Hán và bá chiếm gần hết trung nguyên, nắm phần lớn lãnh thổ Trung Quốc, các quân phiệt khác ở vào thế yếu hơn. Khi hoạch định chiến lược cho Tào Tháo, Quách Gia cũng khuyên ông nên chiếm lấy Kinh châu trước trong chiến dịch nam chinh.
Tại thời điểm năm 208, ngoài Tào Tháo, Lưu Biểu (thêm Lưu Bị) và Tôn Quyền, còn các quân phiệt Lưu Chương, Trương Lỗ tại Ích châu, Mã Siêu và Hàn Toại ở Lương châu. Khi ra quân, Tào Tháo chọn Kinh châu làm mục tiêu đầu tiên để tranh giành, vì Tào Tháo cũng nhận thức được vị trí quan trọng của Kinh châu, làm bàn đạp tấn công sang 2 châu Dương, Ích thống nhất thiên hạ.

### Lưu Bị
Năm 207, khi rời lều tranh ra giúp Lưu Bị, Gia Cát Lượng đã chỉ ra chiến lược Long Trung đối sách để tranh hùng thiên hạ: chiếm lấy Kinh châu, Ích châu, ổn định lãnh thổ, xây dựng quân đội, bắc địch Tào Tháo, đông hòa Tôn Quyền, chờ thời cơ thiên hạ có biến, tiến lên chinh phạt trung nguyên từ hai đường nam và tây, thống nhất Trung Quốc. Lưu Bị rất tâm đắc với chiến lược này và kể từ đó, các chiến thuật ngoại giao và quân sự của Lưu Bị, Gia Cát Lượng đều vì mục tiêu lấy hai châu Kinh, Ích làm bàn đạp tấn công trung nguyên.

### Tôn Quyền
Phía Giang Đông, các mưu thần cũng vạch ra chiến lược dựng nước cho họ Tôn, với mục tiêu trong đó là giành lấy Kinh châu. Theo Lỗ Túc:
Nên nắm hết vùng Giang Đông làm chân vạc,… nhân cơ hội này diệt trừ Hoàng Tổ ở Giang Hạ, tiến đánh Lưu Biểu, giành lấy toàn bộ lưu vực sông Trường Giang, sau đó dựng nghiệp xưng đế vương, tranh đoạt thiên hạ.
Mục tiêu của Lỗ Túc bày cho Tôn Quyền là phải đoạt lấy hai châu Kinh, Dương, giành lấy toàn bộ lưu vực sông Trường Giang để dựng nước.
Chu Du cũng có ý kiến như Lỗ Túc, thậm chí chiến lược của Chu Du sau trận Xích Bích còn có điểm trùng với Gia Cát Lượng, nhưng là để phát triển cơ nghiệp cho Tôn Quyền:
… đánh vào chiếm đất Thục, rồi diệt luôn Trương Lỗ. Sau đó lưu Tôn Du ở lại (Thục) làm thanh thế, liên kết với Mã Siêu cùng chống Tào Tháo. Tôi sẽ trở về cùng ngài đánh chiếm Tương Dương, truy kích Tào Tháo, tiến lên phía bắc lấy trung nguyên.
Ngay cả võ tướng Cam Ninh cũng có ý kiến tương đồng:
Nên sớm lấy Kinh châu, không nên để Tào Tháo ra tay trước. Sau khi đánh bại Hoàng Tổ, hãy chiếm lấy đất Sở, rồi đánh thẳng xuống Ba quận, Thục quận (Ích châu)
Như vậy, cả Chu Du và Cam Ninh đều đặt ra mục tiêu chiếm cả ba châu Dương, Kinh, Ích làm bàn đạp tranh giành thiên hạ cho họ Tôn.

## Diễn biến cuộc tranh giành Kinh châu

### Tôn Kiên khởi binh, Lưu Biểu thắng thế
Kinh châu vốn được nhà Đông Hán phong cho Vương Duệ làm thứ sử. Trị sở Kinh châu đóng ở Uyển Thành thuộc quận Nam Dương. Khi chiến dịch chống Đổng Trác do Viên Thiệu đứng đầu bùng nổ (190), thái thú quận Trường Sa (thuộc Kinh châu) là Tôn Kiên có hưởng ứng Viên Thiệu, sẵn tư thù với Vương Duệ nên mang quân đánh úp trị sở Nam Dương bắt giết Vương Duệ; sau đó lại bắt giết thái thú Nam Dương là Trương Tư vì không nghe lệnh cấp lương cho mình.
Tôn Kiên bàn giao Nam Dương cho quân phiệt Viên Thuật (cùng tham gia liên minh chống Đổng Trác) rồi tiếp tục đi đánh Đổng Trác. Đổng Trác nghe tin Vương Duệ chết liền phong tông thất Lưu Biểu làm Thứ sử Kinh châu. Vì Viên Thuật có binh lực mạnh đã chiếm giữ Nam Dương, Lưu Biểu không thể tới đó đóng trị sở mà đi đến huyện Tương Dương thuộc Nam quận (phía nam) đóng trị sở.
Dù đã được Viên Thuật tiến cử làm thứ sử Dự châu, sang địa bàn mới nhưng sau khi liên minh chống Đổng Trác tan rã, Tôn Kiên vẫn quay trở lại Kinh châu tấn công Lưu Biểu theo lệnh của Viên Thuật (năm 191). Lưu Biểu tuy yếu thế hơn nhưng cuối cùng giết được Tôn Kiên trong thế bị vây hãm ở Tương Dương. Viên Thuật cô thế, lại bị Lưu Biểu cắt đường vận lương, phải bỏ Nam Dương chạy sang Dương châu phía đông.
Từ khi loại bỏ được 2 quân phiệt mạnh là Tôn Kiên và Viên Thuật cho tới năm 196 (khi Tào Tháo đưa Hán Hiến Đế về Hứa Xương), Lưu Biểu lần lượt đánh chiếm nốt 3 quận không thần phục là Trường Sa, Linh Lăng, Quế Dương, chính thức làm chủ cả bảy quận. Quyền thần Lý Thôi ở Trường An (thay Đổng Trác chết năm 192) muốn liên kết với Lưu Biểu bèn nhân danh Hán Hiến Đế phong Lưu Biểu làm Trấn nam tướng quân, Kinh châu mục, Thành Vũ hầu. Với chức Châu mục, Lưu Biểu được thừa nhận thực quyền lớn ở địa phương, không chỉ có vai trò trưởng quan trong châu nặng về danh nghĩa như chức Thứ sử trước đây.

### Những vị khách ở nhờ và sự uy hiếp từ phía đông
Năm 196, Trương Tế (bộ tướng của quyền thần Lý Thôi, lực lượng quân phiệt tàn dư của Đổng Trác đã suy yếu) chạy tới Nam Dương, bị quân của Lưu Biểu bắn chết. Nhưng Lưu Biểu giảng hòa với cháu Trương Tế là Trương Tú, để Tú đóng quân ở Nam Dương.
Trong khi chưa giải quyết xong Lã Bố ở Từ châu, Tào Tháo đã tính đến Kinh châu. Năm 197 và 198, Tào Tháo 2 lần mang quân nam chinh, nhưng Lưu Biểu và Trương Tú đã liên kết với nhau 2 lần đánh lui quân Tào Tháo.
Năm 200, Trương Tú nghe lời Giả Hủ, mang quân từ Nam Dương về hàng Tào Tháo và cùng họ Tào chống Viên Thiệu ở Quan Độ. Theo chiều ngược lại, Lưu Bị từ chỗ Viên Thiệu lại xin lĩnh một cánh quân riêng đi đánh Nhữ Nam, nhưng sau đó bại trận liền chạy tới Kinh châu xin nương nhờ Lưu Biểu. Lưu Biểu sai Lưu Bị trấn thủ huyện Tân Dã thuộc quận Nam Dương, là cửa ngõ Kinh châu với phía bắc.
Lưu Bị ra sức xây dựng lực lượng riêng ở Tân Dã. Văn thần dưới quyền là Gia Cát Lượng vạch ra đường lối phát triển cho Lưu Bị là lấy Kinh châu và Ích châu làm căn cứ tranh thiên hạ.
Cùng lúc, Lưu Biểu thường xuyên phải đối phó với những cuộc tấn công từ Dương châu (Giang Đông) của anh em Tôn Sách và Tôn Quyền muốn phát triển sang thượng lưu sông Trường Giang và trả thù cho cha (Tôn Kiên), vì trong chiến lược do các tướng Giang Đông như Chu Du, Lỗ Túc vạch ra, họ Tôn cũng cần chiếm cứ Dương châu và Kinh châu để phát triển. Do đó quận Giang Hạ ở địa đầu phía đông thường xuyên bị họ Tôn uy hiếp. Thái thú Hoàng Tổ tuy nhiều lần giao tranh thất lợi với quân Giang Đông nhưng được Lưu Biểu cứu ứng kịp thời nên vẫn giữ được Giang Hạ.
Trước sự lớn mạnh của họ Tôn, Tào Tháo dù đang giao tranh với anh em họ Viên ở phương bắc vẫn quan tâm tới Kinh châu. Năm 205, ông biệt phái Trương Liêu đi đánh Giang Hạ, chiếm được mấy huyện, xác lập sự chiếm đóng của thế lực họ Tào ở Kinh châu. Hoàng Tổ vẫn giữ phần còn lại của Giang Hạ.
Năm 208, Tôn Quyền được hàng tướng từ bên Hoàng Tổ là Cam Ninh hỗ trợ, đánh bại Hoàng Tổ lần thứ ba, giết được Hoàng Tổ. Nhưng Lưu Biểu đã kịp thời điều động binh mã tiếp viện, đánh lui được Tôn Quyền, vẫn giữ được phần còn lại của quận Giang Hạ và sai con trưởng Lưu Kỳ ra trấn thủ.

### Trước và sau trận Xích Bích
Tháng 7 năm 208, Tào Tháo khởi đại quân đi đánh Kinh châu. Lưu Biểu bị bệnh nặng và qua đời. Con thứ là Lưu Tông lên thay, quyết định hàng Tào. Lưu Bị ở địa đầu Tân Dã không chịu hàng, nhưng liệu thế không chống nổi quân Tào, bỏ chạy tới Phàn Thành rồi qua Tương Dương về trọng trấn Giang Lăng. Tào Tháo mang đại quân tới Tương Dương nhận hàng Lưu Tông rồi dùng khinh kỵ đuổi gấp theo Lưu Bị. Lưu Bị chạy chưa tới Giang Lăng, đến giữa 2 huyện Đương Dương và Tràng Bản thì quân Tào đuổi kịp, bị quân Tào đánh tan tành, phải chạy sang nương nhờ Lưu Kỳ ở Giang Hạ.
Tào Tháo chiếm giữ 2 trọng điểm Tương Dương và Giang Lăng (đều thuộc Nam quận), nhận hàng cả bảy quận Kinh châu. Ngay cuối năm 208, Lưu Bị liên minh với Tôn Quyền đánh bại Tào Tháo ở trận Xích Bích. Tào Tháo rút về bắc, giao lại cho Tào Nhân trấn thủ Giang Lăng. Dù rút đại quân về bắc, Tào Tháo vẫn bố trí binh lực phòng thủ tại các quận Nam Dương, Nam quận (với các trọng điểm Tương Dương, Phàn Thành, Giang Lăng) và một phần Giang Hạ đã chiếm (nửa kia Lưu Kỳ còn giữ được).
Thừa thắng sau trận Xích Bích, cả Tôn Quyền và Lưu Bị ra sức tranh đất Kinh châu. Tôn Quyền, Chu Du tác chiến 1 năm với Tào Nhân ở Giang Lăng, cuối cùng Tào Nhân bỏ thành chạy về cố thủ tại phòng tuyến mới Tương Dương, Tôn Quyền chiếm được Giang Lăng và mấy huyện phụ cận. Cùng lúc, Lưu Bị đánh chiếm 4 quận phía nam là Vũ Lăng, Linh Lăng, Quế Dương, Trường Sa. Lưu Bị tôn Lưu Kỳ làm Thứ sử Kinh châu với danh nghĩa kế tục Lưu Biểu.

### Lưu Bị "mượn Kinh châu"
Cả Tào Tháo và Tôn Quyền đều rất coi trọng địa bàn Nam quận cũ, đặt trọng binh phòng thủ tại đây. Tào Tháo lấy huyện Tương Dương đặt làm quận Tương Dương, trị sở mới của Kinh châu do mình cai quản; Tôn Quyền cũng lấy Giang Lăng làm trị sở Nam quận, đồng thời làm trị sở Kinh châu của họ Tôn.
Bốn quận mà Lưu Bị có được chỉ giúp ông giải quyết vấn đề nhân lực và kinh tế, không đóng vai trò chiến lược trong việc thi hành Long Trung đối sách. Do đó, Lưu Bị và Gia Cát Lượng phải tính tới việc tiếp cận địa bàn các quận phía bắc Kinh châu.
Năm 209, Lưu Kỳ mất sớm, Lưu Bị tự lập làm Thứ sử Kinh châu. Lưu Bị phải thương lượng với Tôn Quyền để mượn huyện Giang Lăng thuộc Nam quận. Điều này chỉ đạt được sau cái chết của Chu Du (210) – người cực lực phản đối giao Giang Lăng cho Lưu Bị - và nhờ quan điểm ôn hòa hơn của người kế tục Chu Du là Lỗ Túc.
Ngay sau khi Chu Du mất, Tôn Quyền phong Trình Phổ làm thái thú Nam quận, đóng quân ở Giang Lăng, Lỗ Túc thì thay chức của Chu Du cầm quân, cũng đóng ở địa đầu Nam quận.
Lưu Bị một lần nữa thương lượng với Tôn Quyền về việc xin mượn Giang Lăng. Cuối cùng, Tôn Quyền nghe theo lý lẽ của Lỗ Túc (khiến Tào Tháo thêm kẻ thù, mượn sức Lưu Bị đỡ cho gánh nặng phía tây Giang Đông), đồng ý cho Lưu Bị mượn huyện Giang Lăng. Lưu Bị bàn giao nửa quận Giang Hạ của Lưu Kỳ trước kia cho Tôn Quyền và nhận lấy phần Nam quận (có Giang Lăng) từ Trình Phổ, còn Trình Phổ rời Giang Lăng về nhận chức thái thú Giang Hạ.
Trong cơ cấu hành chính nhà Hán đương thời, châu gồm nhiều quận và quận gồm nhiều huyện. Việc Lưu Bị mượn huyện Giang Lăng - đơn vị hành chính cấp 3 dưới châu - từ Tôn Quyền được gọi là "mượn Kinh châu" để có bàn đạp tiếp cận với trung nguyên. Vì Giang Lăng là thủ huyện của Nam quận, trị sở Kinh châu thuộc Ngô, nên việc Tôn Quyền cho Lưu Bị "mượn Giang Lăng" vẫn được gọi là "mượn Kinh châu".
Như vậy sau trận Xích Bích và Giang Lăng, Kinh châu được phân chia như sau:
- Lưu Bị có 5 quận Linh Lăng, Quế Dương, Trường Sa, Vũ Lăng và một nửa Nam quận (Giang Lăng). Lưu Bị cắt các huyện Tỉ Quy, Chi Giang, Di Đạo từ các vùng đất chiếm được lập ra quận thứ 6 là Nghi Đô.
- Tôn Quyền chiếm được nửa quận Giang Hạ.
- Tào Tháo còn giữ được nửa quận Giang Hạ, quận Nam Dương và nửa Nam quận là các huyện Tương Dương, Phàn Thành; lại tách ra mấy huyện ở Nam Dương lập ra quận thứ 4 là Nam Hương.

### Lần phân chia thứ 3
Năm 214, Lưu Bị mang quân đi chiếm được Ích châu của Lưu Chương, giao cho Quan Vũ ở lại giữ Kinh châu. Tôn Quyền lại đòi trả Kinh châu (Giang Lăng). Lưu Bị không chịu, khất đến khi chiếm được Lương châu. Tôn Quyền bèn tập kích phía nam Kinh châu, chiếm 3 quận Linh Lăng, Quế Dương, Trường Sa. Quan Vũ chỉ còn giữ được nửa Nam quận và các quận Vũ Lăng, Nghi Đô. Lưu Bị ở Ích châu được tin, vội mang quân ra thành Công An thuộc quận Vũ Lăng, chuẩn bị giao chiến.
Nhưng lúc đó Tào Tháo đang chuẩn bị đánh chiếm Đông Xuyên của Trương Lỗ, Tây Xuyên bị uy hiếp. Lưu Bị không thể ở lại theo đuổi cuộc chiến với Tôn Quyền, đành phải nhượng bộ và đề nghị chính thức công nhận chủ quyền 3 quận Linh Lăng, Quế Dương, Trường Sa cho Đông Ngô, xin đổi lấy Nam quận. Tôn Quyền chấp thuận giảng hòa, phân chia lại Kinh châu, lấy sông Tương Thủy làm ranh giới.
Như vậy sau lần phân chia thứ 3, phần Kinh châu của mỗi bên khá cân bằng và cả ba bên đều đặt ra thứ sử Kinh châu:
- Lưu Bị có 3 quận Vũ Lăng, Nam quận (Giang Lăng), Linh Lăng, Nghi Đô do Quan Vũ trấn thủ.
- Tôn Quyền chiếm được Quế Dương, Trường Sa và nửa quận Giang Hạ, do Lã Mông trấn thủ. Tôn Quyền tách mấy huyện thuộc quận Trường Sa, lập ra quận thứ 4 do mình cai quản là Hán Xương.
- Tào Tháo chiếm các quận Nam Dương, Nam Hương, nửa quận Giang Hạ và nửa Nam quận do Tào Nhân trấn thủ.

### Hậu quả của chiến dịch Tương-Phàn
Năm 219, sau khi Lưu Bị đánh bật Tào Tháo ra khỏi Hán Trung và chiếm nốt 2 quận mới tách ra từ Hán Trung là Tân Thành và Phòng Lăng, tháng 7 năm 219, Quan Vũ từ Giang Lăng phát động chiến dịch tấn công Tương Dương – Phàn Thành do Tào Nhân trấn thủ. Nhưng trước khi mở chiến dịch đánh Tương Phàn, Quan Vũ lại phá bỏ hòa khí với Tôn Quyền, từ chối làm thông gia và nhục mạ họ Tôn. Vì vậy, Tôn Quyền bèn ngả theo Tào Tháo. Trong khi Quan Vũ chưa hạ được Tương Dương và Phàn Thành thì Tôn Quyền sai Lã Mông và Lục Tốn đánh úp Kinh châu thuộc Thục. Lã Mông đánh chiếm Giang Lăng (Nam quận) và Công An (Vũ Lăng) của Quan Vũ, các tướng My Phương và Sĩ Nhân đầu hàng.
Cùng lúc, Lục Tốn nhận chức thái thú Nghi Đô của Tôn Quyền, ra quân từ Lục Khẩu, tấn công Nghi Đô. Thái thú Nghi Đô là Phàn Hữu bỏ thành chạy. Lục Tốn tiến lên chiếm giữ luôn Tỷ Quy và Di Đạo, đóng quân ở Di Lăng. Quan Vũ bị viện binh quân Tào của Từ Hoảng đánh mặt trước, chạy về không còn đường thoát, cuối cùng bị quân Đông Ngô bắt giết.
Toàn bộ 3 quận Nghi Đô, Vũ Lăng và Nam quận thuộc Lưu Bị đều bị Tôn Quyền chiếm. Năm 220, do sợ trách nhiệm vì không tương trợ Quan Vũ, Thái thú Tân Thành (quận thuộc Ích châu, giáp Kinh châu) của Lưu Bị là Mạnh Đạt hàng Ngụy; Thái thú quận kế bên là Phòng Lăng là Thân Nghi cũng hàng Ngụy. Tào Phi (lên thay Tào Tháo mới mất) tiếp nhận cả hai quận, đổi Phòng Lăng gọi là Ngụy Hưng, nhập 2 quận này vào Kinh châu thuộc Ngụy.

### Nỗ lực giành lại Kinh châu của Lưu Bị
Tôn Quyền chiếm được phần Kinh châu thuộc Thục, phong Gia Cát Cẩn làm thái thú Nam quận, Lục Tốn làm thái thú Nghi Đô.
Mất Kinh châu và Quan Vũ là tổn thất lớn cho Lưu Bị. Có nhiều ý kiến thường nhìn nhận rằng Lưu Bị vì tình riêng mà đánh Ngô, là sai lầm không coi trọng đại cục. Nhưng các sử gia xem xét việc này có lý do chính đáng từ phía Lưu Bị. Việc đánh Ngô có lý do chủ yếu ở phương châm đã định, vì lấy Kinh châu làm 1 bàn đạp tấn công trung nguyên đã nằm trong chiến lược Long Trung đối sách mà Gia Cát Lượng vạch ra, nên khi Kinh châu mất thì phải đoạt lại.
Năm 222, Lưu Bị mang 4 vạn quân đánh Ngô. Đầu tiên quân Thục chiếm ưu thế, chiếm lại được quận Nghi Đô. Tướng Ngô là Lục Tốn giữ thế phòng thủ đến mùa hè rồi dùng hỏa công bất ngờ tập kích, đánh tan mấy chục trại liên hoàn của quân Thục. Lưu Bị đại bại rút lui về Thục, chấp nhận mất toàn bộ Kinh châu.
Tháng 5 âm lịch năm 222, trong khi chiến sự Di Lăng chưa kết thúc, do tiếp nhận sự đầu hàng của Tôn Quyền và phong làm Ngô vương, Tào Phi lệnh đặt 8 quận tại Kinh châu, Dương châu và vùng Giang Biểu mà Tôn Quyền đang cai quản gọi là Kinh châu, còn các quận Kinh châu ở Giang Bắc thuộc quyền quản lý trực tiếp của Tào Ngụy đổi gọi là Dĩnh châu. Tuy nhiên chỉ đến tháng 10 năm đó, Ngụy và Ngô lại trở mặt đánh nhau, Tào Phi đổi Dĩnh châu trong tay mình trở lại thành Kinh châu.
Như vậy kể từ sau trận Tương Phàn và nỗ lực thất bại của Lưu Bị trong trận Di Lăng, phía Thục không còn phần nào ở Kinh châu. Kinh châu là vùng chia cắt giữa Ngụy và Ngô, trong đó:
- Tào Tháo đặt ra quận Tương Dương với trị sở ở thành Tương Dương. Ít lâu sau Tào Phi lên ngôi lập thêm ra quận Nghĩa Dương. Như vậy Kinh châu thuộc Ngụy gồm 7 quận Nam Dương, Nam Hương, Tương Dương, Nghĩa Dương, Giang Hạ (quận phải chia với Ngô), Ngụy Hưng, Tân Thành.
- Ngô đặt các quận Linh Lăng, Quế Dương, Trường Sa, Giang Hạ (quận phải chia với Ngụy), Nam quận, Nghi Đô, Vũ Lăng, Hán Xương. Như vậy Kinh châu thuộc Ngô có 8 quận.

## Kinh châu chia nhỏ trong tay Ngụy và Ngô
Sau trận Di Lăng, Kinh châu chính thức trở thành sở hữu tay đôi giữa Ngô và Ngụy. Tuy không còn sự chiếm đóng của Thục, việc tranh chấp tại đây vẫn luôn nóng bỏng. Chiến trường chính trong các cuộc giao tranh trong nhiều năm tiếp theo vẫn là Di Lăng, Giang Lăng (đất Ngô) và Tương Dương (đất Ngụy). Hai bên tấn công qua lại vào lãnh thổ Kinh châu của nhau nhưng cuối cùng không phát triển được thêm. Sau nhiều trận giằng co, địa bàn Kinh châu giữa Ngô và Ngụy cơ bản vẫn là sự phân chia sau trận Di Lăng.
Cả hai bên Ngụy và Ngô đều không những không giảm mà còn tăng cường sự chú trọng đến địa bàn Kinh châu. Mấy quận ở phía tây tách ra từ Ích châu của Thục theo về, nhà Tào Ngụy không đặt Ích châu thuộc Ngụy mà mang nhập vào Kinh châu, điều đó cho thấy chính quyền Tào Ngụy rất sự coi trọng phòng thủ Kinh châu.
Về phía Ngụy, năm 227, Ngụy Minh Đế lại cắt mấy huyện của quận Tân Thành ra đặt quận thứ 8 là Thượng Dung, mà trị sở là huyện Thượng Dung. Dù quận Thượng Dung từng bị bỏ năm 230, nhưng sau đó đến năm 237 lại được lập lại với địa giới có thay đổi nhưng trị sở hạt nhân vẫn là huyện Thượng Dung. Như vậy Kinh châu thuộc Ngụy có 8 quận, tăng thêm nhiều so với thời Tào Tháo.
Đông Ngô cũng tiếp tục chia nhỏ Kinh châu, đặt thêm các quận Cố Lăng (tách từ Nghi Đô), Di Lăng (sau đổi là Tây Lăng, tách ra từ Nghi Đô), Giang Lăng (tách ra từ Nam quận), Kiến Bình (Tôn Hưu tách từ quận Nghi Đô), Thiên Môn (tách từ quận Vũ Lăng), Thủy An, Thiệu Lăng (Tôn Hạo tách từ Linh Lăng), Thủy Hưng (tách từ Quế Dương), An Thành (tách từ Trường Sa của Kinh châu và Dự Chương, Lư Lăng của Dương châu)… Địa bàn Kinh châu thuộc Ngô đến cuối thời Tam Quốc có tất cả thành 18 quận.
Các sử gia đánh giá việc cả Ngô và Ngụy ra sức tăng cường số quận tại Kinh châu là do các chính quyền đều chú trọng củng cố thế đứng tại đây, vì vị trí chiến lược quan trọng hàng đầu của châu này trong cuộc chiến 3 nước.

## Trong Tam Quốc diễn nghĩa
Trong tiểu thuyết Tam Quốc diễn nghĩa, La Quán Trung gọi Giang Lăng – thủ huyện của Nam Quận là "thành Nam Quận"; còn thành Công An thuộc huyện Sàn Lăng quận Vũ Lăng, là bản doanh của Lưu Bị ở Kinh châu thời kỳ đầu (trước khi mượn được Giang Lăng), thì La Quán Trung gọi là "thành Kinh châu". Vấn đề Kinh châu trong tiểu thuyết Tam Quốc diễn nghĩa được La Quán Trung mô tả theo quan điểm đứng về phía Thục nên có những tình tiết hư cấu có lợi về lý lẽ cho bên Thục.
La Quán Trung hư cấu việc Khổng Minh thừa cơ chiếm cả Giang Lăng, Tương Dương, Công An từ tay Tào Nhân, nẫng tay trên của Chu Du khiến Chu Du phát uất thổ máu; trong khi thực tế là Tào Nhân vẫn giữ thành Tương Dương còn Chu Du đã chiếm được Giang Lăng. Do La Quán Trung hư cấu việc Lưu Bị chiếm được cả Giang Lăng và Tương Dương nên sau này Lỗ Túc theo lệnh Tôn Quyền và Chu Du đi "đòi Kinh châu" thực chất là "đòi xương máu trận Xích Bích"; Lưu Bị và Gia Cát Lượng trả ơn xương máu của người Giang Đông bằng cách chấp nhận ký giấy "mượn Kinh châu" - vùng đất đang nắm được trong tay. Tình tiết hư cấu này che mờ thực tế là Lưu Bị và Gia Cát Lượng phải thỉnh cầu Tôn Quyền để được bàn giao Giang Lăng, đánh đổi nửa quận Giang Hạ của Lưu Kỳ mới mất mà có.
Đối với việc Quan Vũ để mất 3 quận phía nam Kinh châu vào tay Lỗ Túc, La Quán Trung lại hư cấu việc Tôn Quyền bắt giam gia quyến Gia Cát Cẩn - anh của Gia Cát Lượng, gây sức ép buộc Lưu Bị "trả 3 quận Trường Sa, Linh Lăng và Quế Dương". Lưu Bị là người nhân đức, trọng tình cảm nên chấp nhận trả 3 quận cho Tôn Quyền - đó chính là ranh giới mới lấy sông Tương Thủy làm mốc năm 215 trong thực tế.
Đến năm 219 khi Quan Vũ phát động bắc phạt thì La Quán Trung lại để Quan Vũ đánh chiếm được Tương Dương lần thứ hai và điều này vẫn là hư cấu. Vì vậy, khi Quan Vũ bị Từ Hoảng đánh bại và bị Lã Mông đánh úp mất "đất nhà" lại không chạy về Tương Dương mà lại phải chạy ra Mạch Thành